# Alba (nom)
Alba, d'origen etimològic de la paraula blanc del llatí "albus", tot i que també es feia servir, de mateixa manera que ocorre actualment amb la paraula alba, que fa referència a la sortida del sol. Inicialment va ser un nom que s'aplicava únicament a la noblesa del regne, sobretot aquelles nenes que naixien en aquest moment del dia iniciant la seva vida veient l'alba sortir per l'horitzó. També es va començar a fer servir per a aquelles petites que eren molt rosses amb una pell molt blanca i delicada, encara que això va anar canviant i va ser adoptat per tota mena de dones.
Donada aquesta definició, és usual imaginar que la personalitat d'Alba serà molt pura i resplendent, a més de molt alegre, ja que es relaciona amb l'inici del dia, quan la vida comença.

## Traduccions
- Castellà: Alba
- Italià: Alba
- Gallec: Alba

## Personatges famosos
- Alba Flores, actriu espanyola.
- Alba Molina, cantant espanyola.
- Alba Mujica, actriu argentina de cinema i teatre.
- Alba Reig, cantant espanyola.
- Alba Roballo, advocada i política uruguaiana.
- Alba Rohrwacher, actriu italiana.
- Alba Roversi, actriu veneçolana.
- Alba Rico, cantant espanyola.